# Моссельпром
Моссельпро́м (Московское губернское объединение предприятий по переработке продуктов сельскохозяйственной промышленности) — хозрасчётная торгово-промышленная организация, существовавшая в 1922—1937 годах и объединявшая крупные государственные фабрики и заводы пищевой промышленности. История Моссельпрома связана с именами Владимира Маяковского, Александра Родченко и других деятелей искусства, которых трест привлекал к рекламированию своей продукции.

## Название
Название Моссельпрома в разные годы менялось:
- 1922 — Московское губернское объединение предприятий по переработке продуктов сельскохозяйственной промышленности;
- 1923 — Московское объединение предприятий по переработке продуктов сельскохозяйственной промышленности;
- 1925 — Московский Всесоюзный государственный трест по переработке сельскохозяйственных продуктов.

## История
Московское губернское объединение предприятий по переработке продуктов сельскохозяйственной промышленности (Моссельпром) было учреждено в 1921 году в системе Московского совета народного хозяйства (МСНХ), вплоть до начала 1920-х годов ведавшего столичными предприятиями пищевой промышленности, национализированными после революции. С 1 января 1922 года государственные кондитерские, табачные, мукомольные, хлебопекарные, дрожжевые, макаронные, пивоваренные, колбасные, консервные заводы и фабрики, а также предприятия виноделия и производства фруктовых и искусственных минеральных вод вошли в состав Моссельпрома.
В числе крупнейших вошедших в Моссельпром предприятий были кондитерские фабрики «Красный Октябрь» (бывш. «Товарищество Эйнем»), «Им. П. А. Бабаева» (бывш. «Товарищество Абрикосов и сыновья»), «Марат» (бывш. «Товарищество Иванов и Марков»); табачные фабрики «Дукат» (бывш. «Товарищество Дукат»), «Ява» (бывш. «Товарищество Габай»), «Красная звезда»; пивоваренные заводы № 1 (бывш. «Трёхгорное товарищество») и № 2 (бывш. «Хамовнический»), завод минеральных и фруктовых вод № 1 (бывш. «Товарищество Калинкина»), колбасная фабрика № 1 (бывш. «А. В. Чичкина»), мельнично-макаронная фабрика № 1 (бывш. «Товарищество Динг»).
В том же 1922 году было открыто петроградское (с 1924 года — ленинградское) отделение (Апраксин двор, Инструментальная линия, № 142—146), позднее — отделение в Нижнем Новгороде (Нижненабережная, д. 26).
В августе 1923 года Моссельпром участвовал в первой в СССР Всероссийской сельскохозяйственной и кустарно-промышленной выставке, проходившей на территории Нескучного сада. Павильон в эклектическом стиле, сооружённый по проекту архитектора К. А. Грейнерта, был описан в очерке Михаила Булгакова «Золотистый город»:

Вот он, Моссельпром. Грибом каким-то. Под шапкой надпись «Ресторан».
И со входа сразу охватывает сладкий запах карамели. Белые колпаки, снежные халаты. Мнут карамельную массу, машина режет карамельные конуса. На плитах тазы с начинкой. Барышни-зрительницы висят на загородке — симпатичный павильон! 2-я государственная кондитерская фабрика имени П. А. Бабаева, бывшие знаменитые «Абрикосова Сыновья».
На стенах — диаграммы государственного дрожжевого № 1 завода Моссельпром.
В банках и ампулах сепаризованные дрожжи, сусло, солод ячменный и овсяной, культуры дрожжей.
Диаграммы производительности 1-й государственной макаронной фабрики всё того же вездесущего Моссельпрома.
В январе 1923 года макаронных изделий — 7 042 пуда, в мае — 10 870 пудов.

В 1923 году Моссельпрому было выделено недостроенное здание на углу Калашного, Нижнего и Малого Кисловского переулков (место в районе бывших Кормовых слобод было выбрано не случайно). К 1924 году «первый советский небоскрёб» был достроен. Первый этаж здания был отведён под мучные склады, там же разместилась администрация продуктовых магазинов. На верхних этажах находилось правление.
В том же году неподалёку от здания, в помещении бывшего ресторана «Прага» (ул. Арбат, дом 2/1), открылась столовая для работников Моссельпрома, вошедшая в состав Московского союза потребительских обществ (МСПО). Заведение работало и как общественная столовая. Приглашая посетителей в эту столовую, где «весело, чисто, светло и уютно, / Обеды вкусны и пиво немутно», Маяковский писал:

Чёрта ли с пищей

 возиться дома,

 если дешевле

 у «Моссельпрома»…

В середине 1920-х годов в пивных Моссельпрома и столовых МСПО работали артисты «Синей блузы», выступавшие с композициями и инсценировками на злободневные политические темы и сатирическими программами. По оценке О. М. Брика, привлечённого руководством Моссельпрома для «оживления» программ, «первые выступления „Синей блузы“ в пивных вызвали недоумение, но и интерес», быстро сменившиеся разочарованием: «Пивники стали жаловаться, что „Синяя блуза“ превращает пивную в агитационный пункт и что посетителям скучно». Позднее программы выступлений были расширены танцами, пантомимами, частушками и куплетами агитационного содержания.

## Фирменный стиль

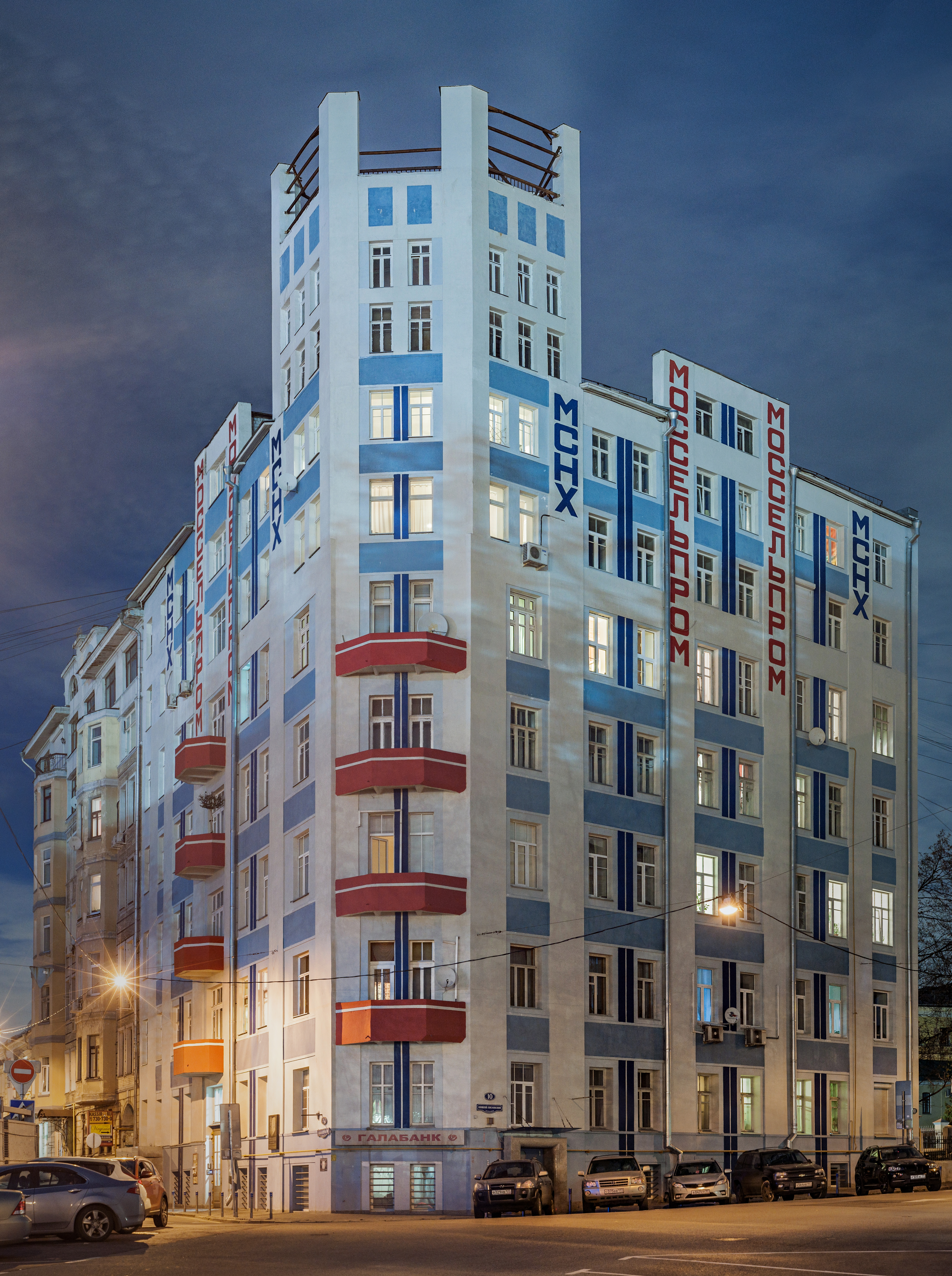
Дом Моссельпрома. 2010-е

Для оформления здания и разработки фирменного стиля Моссельпром обратился к творческому объединению ЛЕФ, соединившему поэтов и художников авангардистов. Рекламные тексты были заказаны Владимиру Маяковскому, дизайн — Александру Родченко.
Фраза «Нигде кроме как в Моссельпроме», ставшая рекламным лозунгом треста, возникла в одном из первых текстов, написанных Маяковским по заказу Моссельпрома. (Изначально она звучала: «Нет нигде кроме как в Моссельпроме».)
Роспись здания была выполнена на кирпичной стене по проекту художников Александра Родченко и Варвары Степановой. Роспись представляла шрифтовую и графическую композицию в ярких тонах — на торце, со стороны двора, где был вход в полуподвал-склад, по всей высоте дома располагалась вертикальная надпись «моссельпром» и размещены фанерные щиты с изображениями продукции треста, разделённые горизонтальными надписями, трижды повторяющими слоган Маяковского. На боковых фасадах были нанесены надписи «Моссельпром» и «МСНХ».
Изображение здания треста и слоган Маяковского стали одними из главных элементов рекламы Моссельпрома, повторяющихся на всей рекламной продукции.
Художник-конструктивист Алексей Ган разработал складной станок с лотком для уличной торговли.
Униформа для продавцов Моссельпрома выполнена по проекту Александра Родченко, элементом фирменного стиля были надписи «Моссельпром» на блузах и кепи.

## Торгово-промышленная деятельность

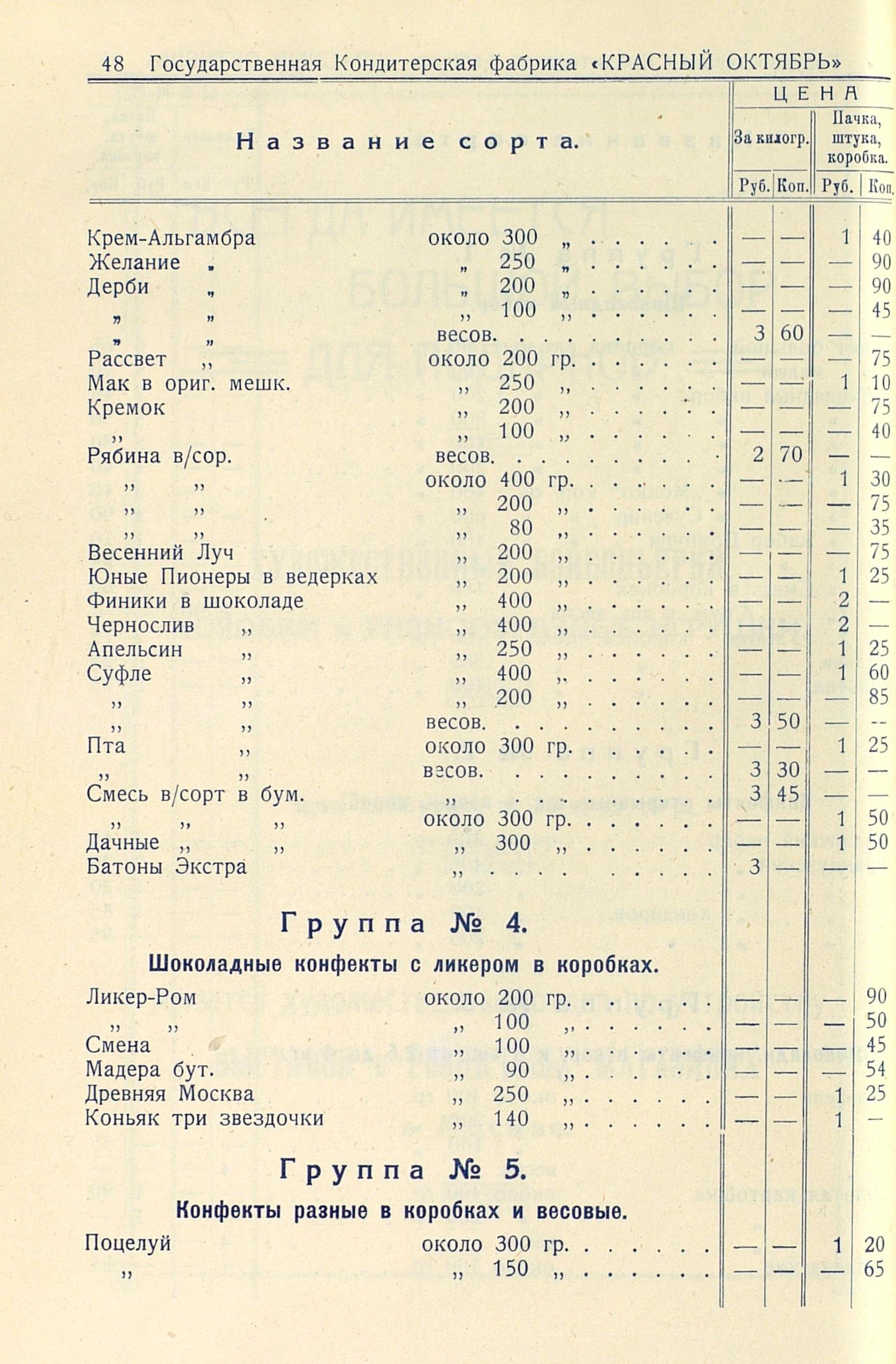
Страница из прейскуранта Моссельпрома. 1927

Предприятия, входившие в состав Моссельпрома, производили широкий ассортимент пищевой продукции по отраслям, бывшим их специализацией до революции. Трест позиционировал строгий контроль за качеством продуктов. Прейскурант кондитерских изделий Моссельпрома за 1927 год сопровождался статьёй химика-органика Ф. В. Церевитинова, рассказывающей о работе созданных на фабриках научных химических лабораторий, занимающихся исследованием «всех сырых материалов… как-то: масел, сахара, патоки, муки, какао, красок, эссенции и пр.», а также «научным изучением процессов кондитерского производства с целью улучшения методов производства и выработки норм для готовых изделий».
Разъясняя потребителю «особую опасность» искусственных красок и эссенций, профессор подчёркивал, что «на фабриках Моссельпрома применяются исключительно только безвредные естественные краски»: «Все изделия готовятся на свекловичном сахаре и только в некоторые изделия добавляется незначительное количество крахмальной патоки».
В статье приводились таблицы химических составов продуктов, рассказывалось также о рекомендованных Наркомздравом материалах для упаковки кондитерских изделий.

…Учёный медицинский совет признал, что для завёртывания кондитерских изделий может служить только фольга из чистого олова, и что оловянная фольга, содержащая более 1 % свинца, или фольга, состоящая из свинца, покрытого с обеих сторон оловом (накладная фольга), недопустима для данной цели, так как из такой фольги и в шоколад переходит свинец, который крайне ядовит. В виду этого на фабриках Моссельпрома для завёртывания изделий применяется исключительно фольга из чистого олова (что всегда проверяется анализом в лаборатории) или же фольга из алюминия, который совершенно безвреден…

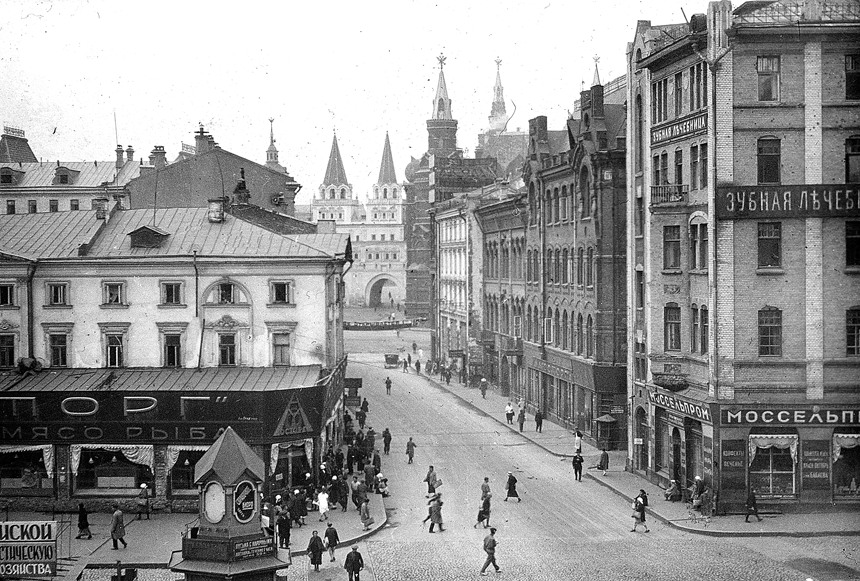
Магазин Моссельпрома на Тверской улице, 7. 1930

«Моссельпром» владел также рядом вспомогательных производств для оптово-розничной торговли — картонно-ящичная фабрика, художественная мастерская, типография и др. Розничная торговля осуществлялась в фирменных магазинах, ларьках, палатках, с передвижных тележек и лотков. Заказы на оптовую торговлю принимались в правлении треста.
В 1923 году доля продукции, продаваемой Моссельпромом кооперативам, повысилась с 11,5 до 21,5 %. К 1925 году доля частника на подмосковном рынке понизилась до 69,5 против 81,5 % в 1923—1924 годах.
Оптово-розничная торговля велась Моссельпромом внутри СССР и за границей.
Моссельпром ликвидирован в 1937 году.
Фабрично-заводские предприятия, входившие в состав Моссельпрома
1. Государственная кондитерская фабрика «Красный Октябрь»
2. Отделение Государственной кондитерской фабрики «Красный Октябрь» — Софийская фабрика
3. Государственная кондитерская фабрика «имени П. А. Бабаева»
4. Государственная кондитерская фабрика «Большевик»
5. Государственная шоколадная фабрика «Моссельпром»
6. Государственная кондитерская фабрика «им. Марата»
7. Государственная табачная фабрика «Дукат»
8. Государственная кондитерская фабрика «Ява»
9. Государственная кондитерская фабрика «Красная Звезда»
10. Государственный Трёхгорный пивоваренный завод № 1
11. Государственный Хамовнический пивоваренный завод № 2
12. Государственный Шаболовский пивоваренный завод № 3
13. Государственный завод минеральных вод и ликеров № 1
14. Государственный дрожже-винокуренный завод № 1
15. Государственная макаронная фабрика № 1
16. Государственная ящично-картонажная фабрика
17. Государственный Гадовский винокуренный и ректификационный завод
18. Государственный Корыстовский винокуренный завод
19. Государственный Бурсовский винокуренный завод

Магазины Моссельпрома в Москве
Оптовая торговля
1. 1-я Тверская-Ямская, 46
2. Смоленская ул., 6
3. Сретенка, 34

Розничная торговля
1. Остоженка, д. № 7
2. Смоленский рынок, угол Арбата 2/17
3. Угол Сухаревской площади и 1-й Мещанской
4. Петровка, д. 7/10, кондитерский
5. Земляной вал, 22/19
6. Арбат, 15, кондитерский
7. Угол Ленивки и Волхонки, 6/7
8. Красная Пресня, 26
9. Преображенская площадь, 16
10. Угол Гаврикова пер. и Немецкого рынка
11. Андроньевская площадь, 1
12. Лубянский пр., д. Политехнического музея, 2/6
13. Тверская, 77
14. Марьина роща, Александровская ул., 46.
15. Семёновская заст., Б. Семёновская ул., 55
16. Триумфальный сад, угол Садово-Триумфальной, кондитерский
17. Охотный ряд, помещ. 6
18. Тверская, 33, кондитерский
19. Мясницкая, 23, кондитерский
20. Октябрьская площадь, угол Шаболовки, 1/6
21. Покровка, 55
22. Цветной бульвар, 23
23. Добрынинская площадь, 41
24. Таганская площадь, 2/3
25. Тверская, 7
26. Покровка, 19, кондитерский
27. Кузнецкий мост, 4, кондитерский
28. Пятницкая, 19
29. Полянский рынок, 24
30. Петровка, 5, табачный
31. Ул. Карла Маркса, 38
32. 1-я Мещанская, 126
33. Сретенские ворота, 1

## Реклама

### Первая половина 1920-х годов
Частный предприниматель жаден и зол; —

Здоровью задаст непоправимую встряску,

Применив в производстве нитробензол

Или ядовитую каменную краску.

Хлороформ, эфир, синильная кислота

Им употребляются для запаху и цвету…

А ты, покупатель, этот яд — глотай,

Думая, что ешь безобидную конфету.

Чтобы гадостью такою не травить себя,

Чтобы после не пить касторку и брому

Покупай конфеты для своих ребят

ТОЛЬКО государственной фабрики

МОССЕЛЬПРОМА.
Находясь в состоянии конкуренции с частной торговлей в период нэпа, с самого начала своей деятельности Моссельпром придавал большое значение рекламе продукции и связанных с ней услуг.
Одной из первых появилась реклама в жанре мультипликации, созданная в 1923 году по заказу Трёхгорного пивоваренного завода. Автором идеи «рекламы-трюка» был режиссёр Дзига Вертов. По сюжету мультфильма бегущий по улице мальчишка рассыпает порошок — всё, на что он попадает, увеличивается «до необыкновенных размеров»: «Маленькие собачки вырастают до величины буйволов, лошади — до размера мамонтов, люди становятся великанами». У мальчика отобрали порошок, замесили тесто, и «вырос хлеб величиною с дом. „Волшебный порошок“ — это дрожжи Трёхгорного пивоваренного завода Моссельпрома».
Одним из создателей стихотворной рекламы для Моссельпрома был Николай Асеев. В 1924 году Моссельпром выпустил его брошюру «Из чего приготовляются конфеты», рассказывающую о человеке, покупавшем изделия частной фабрики, результатом чего стала язва желудка.
Остановись,

 уличное течение!

Помните:

 в Моссельпроме

 лучшее печенье.
В первые годы существования Моссельпром сотрудничал с объединением ЛЕФ, главным образом, Владимиром Маяковским и Александром Родченко. Маяковский выполнял заказы для Моссельпрома с октября 1923 по март 1925 года. К этой работе он относился серьёзно, в автобиографии «Я сам» отмечал: «Несмотря на поэтическое улюлюканье, считаю „Нигде кроме как в Моссельпроме“ поэзией самой высокой квалификации». Помимо известного моссельпромовского лозунга, им было создано множество текстов для плакатов, вывесок, объявлений, листовок, обёрточных упаковок, серии текстов для карамельных этикеток и др.

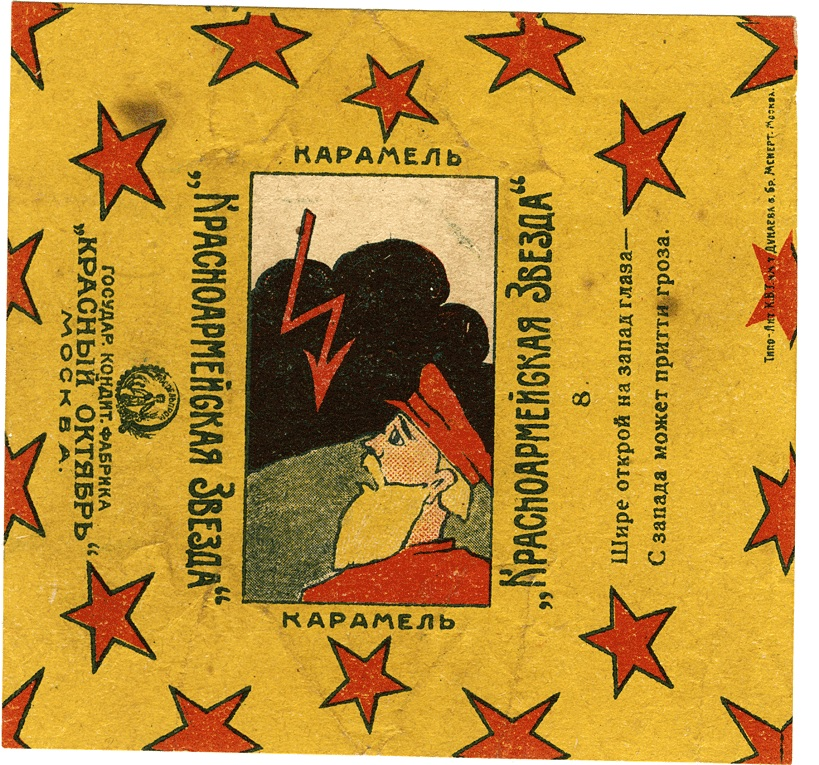
Обёртка карамели из серии «Красноармейская звезда». Рисунок и стихи В. Маяковского. 1920-е

«Вниманию рабочих масс» предлагались: столовое масло («втрое дешевле коровьего, питательнее прочих масл»); дешёвый хлеб («во всех магазинах и киосках Моссельпрома в двух шагах от любого дома»); «самые вкусные макароны и вермишели»; конфеты (карамели «Красная Москва», «Наша индустрия», «Новый вес», «Новые меры», «Красноармейская звезда», «Монпансье» и др.); шоколад; печенье, которое «не черствеет» и «питательнее, выгоднее булки» («Красный октябрь», «Зебра», «Красный авиатор», «Полпредовское», «Римская азбука», «Крестьянское», «Чайное», «Венская смесь»), бисквиты; Трёхгорное и Хамовническое пиво; специи, «какие надо, — от горчицы до маринада»; ветчины и колбасы, «лучший выбор» которых «нигде кроме…»; кофе «Мокко»; фруктовые воды, которые «хороши для жаркой и для холодной погоды» и сухой квас, который «должен иметься в каждом доме»; «совершенно безвредные» папиросы («Ира», «Моссельпром», «Красная звезда», «Шутка», «Червонец», «Прима», «Леда», «Араби», «Посольские», «Кино», «Трест», «Таис», «Басма», «Селям», «Дукат», «Люкс», «Рекорд», «Герцеговина флор», «Максул», «Янтарь», «Трио»), трубочный табак «Джевиз». Часто параллельно с текстом Маяковский создавал эскизные наброски плакатов.
Некоторые тексты не принимались Моссельпромом. «Вследствие <…> непедагогичности» был отвергнут вариант рекламы «Посольских» папирос: «Даже дети, / расставшись с соскою, / курят / „Посольскую“». Плакаты, рекламирующие доставку обедов на дом, не были выпущены, поскольку трест решил отказаться от этой услуги.
Практически вся моссельпромовская рекламная продукция этого периода выполнена Маяковским и Родченко. Была разработана единая графическая система корпоративного стиля — для основного здания, торговых точек, рекламных плакатов и упаковки. Определяя стиль рекламы Родченко как «деловой, „сигнальный“», искусствовед А. Н. Лаврентьев выделяет в моссельпромовской серии «сквозные приёмы»:

…Восклицательные знаки и стрелки как знаки: «Внимания!», рубленый брусковый шрифт, вплетённый в общую геометрическую структуру композиции, условное, схематичное изображение товара, элементарные цветовые сочетания: чёрный, красный, зёленый, жёлтый и синий.

Характерной особенностью персонажей конструктивистской рекламы 1920-х годов Л. Пискунова отмечает агрессивность и напористость — как правило, они «выступают в роли глашатаев — кричат с плакатов о том, что… продаются конфеты Моссельпрома»:

Все вместе взятые элементы конструктивистской рекламы сливались в единое визуальное сообщение «повышенной мощности».

Реклама, призывающая к приобретению товаров Моссельпрома, размещалась в газетах и журналах, на уличных транспарантах, вывесках магазинов и киосков, плакатах на афишных тумбах и витринах, печаталась на упаковках, этикетках, вкладышах и пр.
В апреле-октябре 1925 года созданные Родченко и Маяковским моссельпромовские плакаты «Папиросы Ира», «Трёхгорное пиво», «Печенье „Красный октябрь“», папиросы «Червонец», конфетные обёртки «Наша индустрия», «Красная Москва» и «Новый вес» экспонировались на Всемирной выставке декоративных и промышленных искусств в Париже. За эти и другие работы Маяковский и Родченко были награждены серебряными медалями выставки.

### Вторая половина 1920-х — 1930-е годы

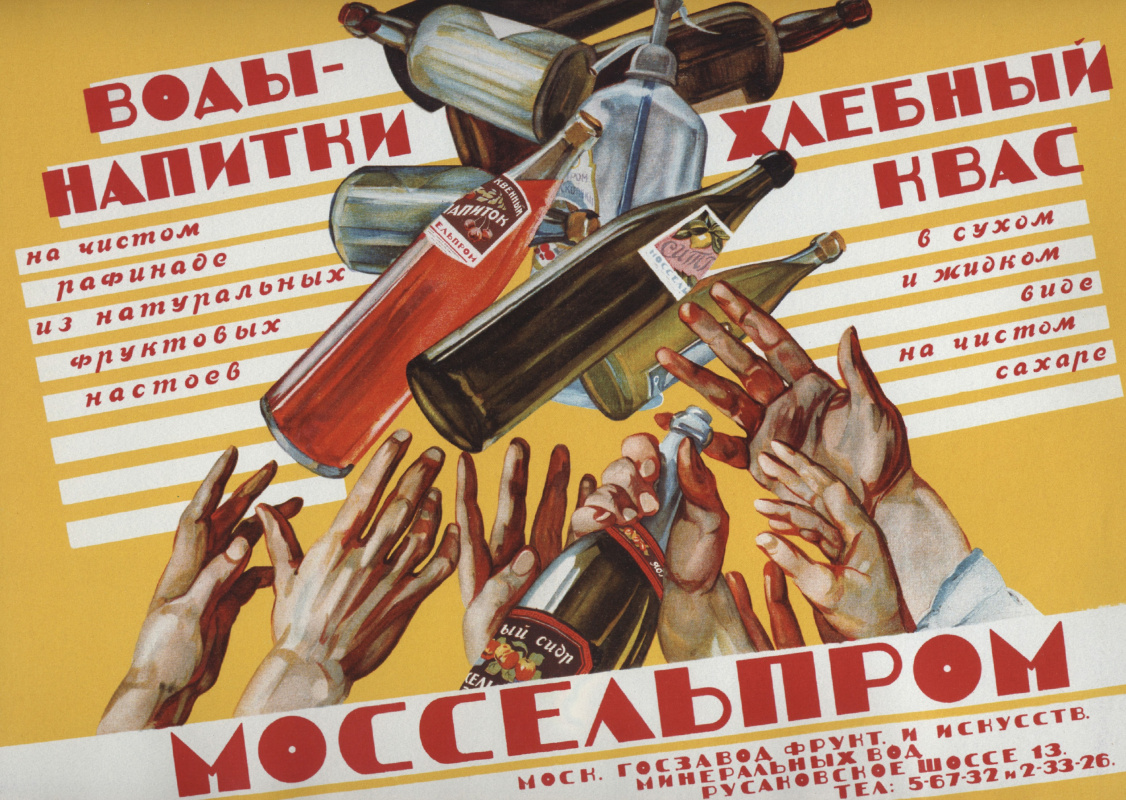
А. Зеленский. Воды, напитки, хлебный квас. Конец 1920-х — 1930-е

Во второй половине 1920-х годов Моссельпром перестал обращаться с заказами к Маяковскому и Родченко. При тресте была создана собственная рекламная мастерская, которую возглавил живописец Константин Юон. Художник ориентировался на преемственность традиций дореволюционной российской рекламы, представлявшей товар в «живописной» манере, крупным планом, с увеличением пропорции.
К работе были привлечены художники Дмитрий Тархов, Михаил Буланов, Борис Такке, Александр Зеленский. Стиль моссельпромовской рекламы изменился. Появились этнографические и орнаментальные мотивы, сюжетные изображения, в рекламе обозначались социальные типы потребителей (красная косынка на персонаже плаката Б. Такке «Требуйте кондитерские изделия госфабрик Моссельпром», фирменная одежда персонажа плаката М. Буланова «Моссельпром. Табачные изделия»). На плакатах представлялся также ассортимент продукции треста.

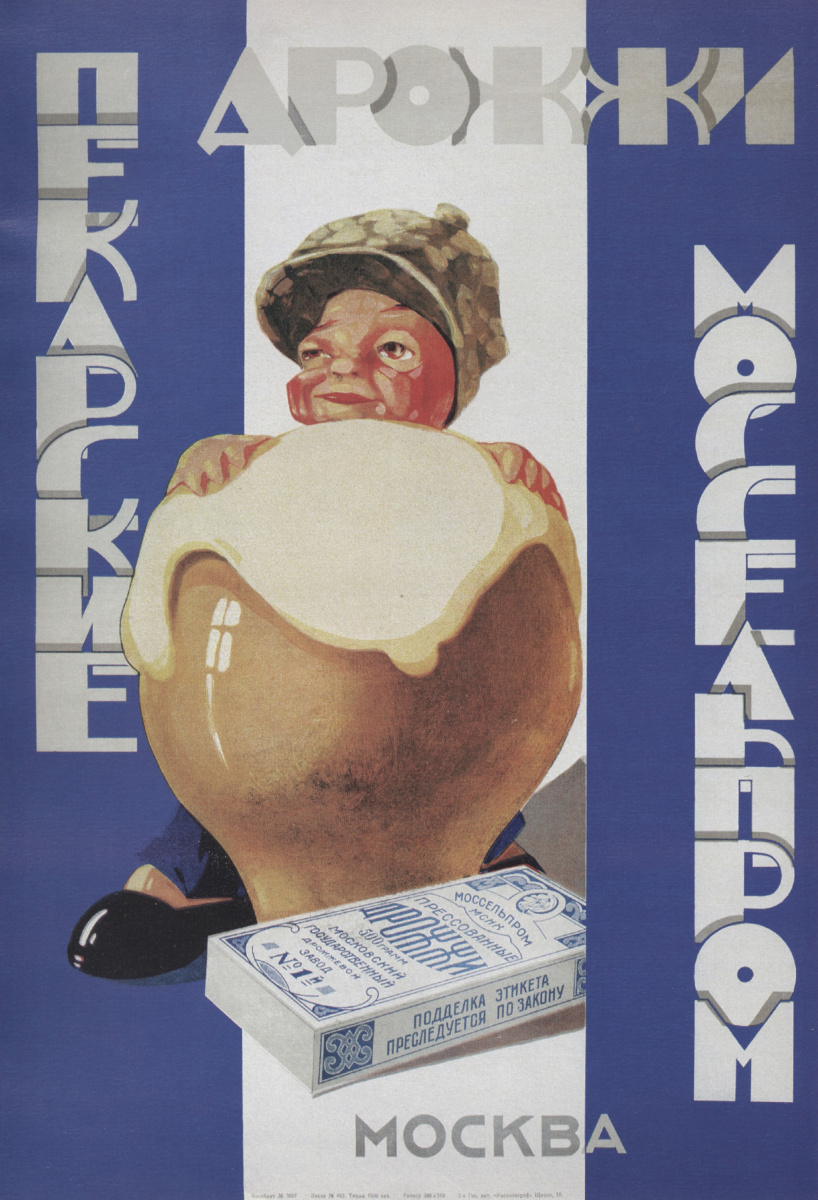
А. Зеленский. Пекарские дрожжи. 1930

В конце 1926 года Моссельпром задействовал дореволюционный приём «сюрпризной» рекламы — в коробки папирос вкладывались «фирменные» календарики на 1927 год. Идея получила распространение — подобную рекламную акцию запустил ленинградский «Табакотрест».
Каждый художник внёс в рекламу Моссельпрома свои художественные особенности: работы М. Буланова отличал юмор («Кури папиросы „Пачка“», «Все курят „Бокс“»); Д. Тархова — детальная прорисовка архитектуры и разнообразный набор шрифтов («Моссельпром», «Нигде кроме как в Моссельпроме»); Б. Такке — живописность изображения («Шоколад с молоком Моссельпром»); А. Зеленского — гротеск и гармоничность цвета (серия с карапузом в клетчатой кепке — «Пекарские дрожжи», «Крюшон», «Морс»).
Слоган Маяковского и изображение здания треста сохранялись на рекламной продукции Моссельпрома и в 1930-е годы.

## Моссельпром в истории и культуре
Являясь крупнейшей государственной организацией оптово-розничной торговли в 1920—1930-е годы, Моссельпром был основным заказчиком рекламы в Москве. Выбор трестом исполнителей заказов стал не только историей торговой марки, но определил направление развития советской рекламы и облик Москвы 1920—1930-х годов.
Реклама Моссельпрома была атрибутом московских улиц, в качестве приметы времени упоминается во многих художественных и публицистических произведениях и в мемуарной литературе, посвящённой эпохе 1920—1930-х годов. Разносчицей Моссельпрома работает главная героиня фильма «Папиросница от Моссельпрома»; в столовую Моссельпрома («лучшее место в Москве», по мнению Остапа Бендера) «после недолгих уговоров» приводит Киса Воробьянинов Лизу в романе И. Ильфа и Е. Петрова «Двенадцать стульев»); в моссельпромовском «дрянном магазинишке» профессор Преображенский в повести М. Булгакова «Собачье сердце» покупает «Особенную краковскую» колбасу для Шарика, комментирующего покупку: «Нигде кроме такой отравы не получите, как в Моссельпроме».
Атмосфера моссельпромовской столовой середины 1920-х нашла отражение в пьесе «Насчёт любви» В. Я. Типота, поставленной в Театре сатиры Д. Г. Гутманом в апреле 1926 года: «„Днём обеды с идеологией, вечером ужины с выпивкой“. Днём столовая работала как „показательная“, обед из трёх блюд стоил 22 копейки, но „сытости никакой — одна агитация“».
Рекламный лозунг Маяковского, написанный для Моссельпрома, вошёл в обиход, стал крылатой фразой. Здание в Калашном переулке, где располагался трест, получило известность под названием Дом Моссельпрома, стало достопримечательностью Москвы.
Осенью 2019 года история здания дополнилась современным воплощением знаменитого слогана. В цокольном этаже Дома Моссельпрома художницей и галеристкой, «хранительницей русского авангарда» Еленой Сарни и филологом, писателем и культуртрегером Джоном Наринсом основан кросс-культурный и мультижанровый проект (арт-пространство) «Нигде Кроме», объединяющий в себе литературное кафе, выставочный зал и книжный магазин. В соответствии с историей здания, концепция «Нигде Кроме» построена на идеях русского авангарда начала XX века. Дизайн помещений «Нигде кроме» включает узнаваемые элементы эстетики русского авангарда, на потолке литературного кафе представлены портреты ключевых фигур Серебряного века русской культуры, а в программе много мероприятий, связанных с героями той эпохи. При этом здесь приветствуются самые разные культурные события — встречи с современными писателями, вечера фольклорной песни, философские диспуты, театральные перформансы, рок-концерты и многое другое. «Мы хотим показать авангард не только в виде исторического наследия. Идея в том, чтобы традиции дома Моссельпрома и авангарда жили и сейчас. Это не просто тематическое кафе, где на стенах вы видите следы того времени. Это микромир, в котором отражаются идеи авангарда. Центральная идея места — иммерсивный театр» (Дж. Наринс).

### Комментарии
1. ↑  Через неделю после выставки павильон горел, Булгаков отметил в дневнике: «Понятно, что это несомненный поджог».
2. 1 2  Сведения на 1927 год.
3. ↑  Несколько реклам были сделаны Маяковским с художниками Антоном Лавинским и Соломоном Адливанкиным, в соавторстве с Николаем Асеевым написан текст «Моссельпром и комиссия помощи детям…» и некоторые другие.
4. ↑  В повести — магазин Центрохоза.